# 강일원
강일원(姜日源, 1959년 12월 26일~)은 헌법재판소 재판관을 지낸 대한민국의 법조인이다.

## 생애
서울에서 태어났다. 서울대 법대 재학 시절 23회 사법시험에 합격하고 서울대 법학과 학사 학위 취득 후 미국으로 유학하여 미시간 대학교 대학원에서 법학 석사학위를 취득했다. 2008년 대법원장 비서실장, 2009년 법원행정처 기획조정실장을 지냈다. 2012년 9월 여야 합의로 헌법재판소 재판관에 선출되었다. 2014년 12월부터 베니스위원회 헌법재판공동위원회 위원장을 맡고 있다.
서울형사지방법원에서 배석판사로 근무하던 1985년 10월 2일에 미국 문화원 방화 사건 피고인들에게 학원을 뛰쳐나와 정치 주장을 하면 정치인이지 학생이 아니라고 했다.
서울고등법원 특별10부에서 배석판사로 재직하던 1998년 12월 10일에 "사인 불명으로 스트레스를 이유로 산업재해를 인정할 수 없다"는 근로복지공단에 맞선 유족급여 지급 청구 소송에서 "회사 일에 따른 과로와 스트레스 외의 다른 원인을 발견할 수 없는 상황에서 스트레스 호르몬으로 인한 사망 가능성을 지적하는 병원 조회 결과가 나왔다"고 하면서 최초로 스트레스에 의한 업무상 재해를 인정하였다.

## 약력
- 1978년 용산고등학교 졸업
- 1981년 제23회 사법시험 합격
- 1982년 서울대학교 법과대학 법학과 학사 학위 취득
- 1985년 서울형사지방법원 판사
- 1987년 서울민사지방법원 판사
- 1989년 마산지방법원 진주지원 판사
- 1991년 서울지방법원 동부지원 판사
- 1992년 국외교육훈련 파견(미국 미시간대학)
- 1994년 서울민사지방법원 판사
- 1994년 법원행정처 사법정책연구담당관(겸)
- 1996년 서울고등법원 판사
- 1996년 법원행정처 사법정책연구심의관(겸)
- 1997년 국외교육훈련 파견(미국 국립주법원센터)
- 1999년 서울지방법원 판사
- 1999년 청주지방법원 부장판사
- 1999년 법원행정처 사법정책연구심의관(겸)
- 2001년 대법원 재판연구관
- 2003년 서울중앙지방법원 부장판사
- 2004년 법원행정처 법정국장(겸)
- 2005년 서울중앙지방법원 부장판사
- 2006년 법원행정처 윤리감사관(겸)
- 2006년 대전고등법원 부장판사
- 2007년 서울고등법원 부장판사
- 2007년 법원행정처 사법정책실장
- 2008년 대법원 비서실 대법원장비서실 실장
- 2009년 법원행정처 기획조정실 실장
- 2012년 ~ 2018년 헌법재판소 재판관
- 법무법인 케이원챔버 대표변호사
- 2014년 12월 베니스위원회 헌법재판공동위원회 위원장
- 2015년 12월 베니스위원회 집행위원
- 2021년 9월 ~ 대검찰청 검찰수사심의위원회 위원장
- 검찰인원위원회 위원장
- 대법원 사법정책연구원 운영위원장
- 서울고등법원 전문심리위원
- 2022년 ~ 대법원 공직자윤리위원회 위원장
- 변호사강일원법률사무소 변호사

## 주요 판결
- 대전고등법원 제1형사부 재판장으로 재직하던 2006년 4월 28일에 보험금을 노리고 부인과 자식 등 4명을 살해하고 불을 질러 은폐하려 했던 피고인에게 무기징역을 선고한 원심을 깨고 사형을 선고했다.[4] 9월 14일에 군사기밀보호법 위반 등 혐의로 기소된 국방과학연구소(ADD) 연구원 이모씨와 프랑스 T군수업체 한국대표 F씨(56.프랑스 국적)에 대한 항소심 선고공판에서 무죄를 선고했다.[5] 11월 17일에  1996년 9월부터 2002년까지 동생과 매형에게 꽃동네 자금 7억6천만원을 지출, 농지와 임야를 구입해 주는 등 34억원 상당의 국고보조금 등을 편취하여 보조금의 예산 및 관리에 관한 법률위반, 업무방해, 명예훼손 등의 혐의로 기소되어 1심에서 징역 1년6월, 집행유예2년을 선고받았던 꽃동네 오웅진 신부에게 "꽃동네의 자금을 횡령, 토지를 사 친척 등에게 매도했다고 인정할 증거가 없다"며 "토지를 구입한 것이 보조금의 목적에 합당하지는 않지만 용도외 사용만으로 횡령이 될 수는 없다"고 하면서 원심을 깨고 무죄를 선고했다.[6] 11월 24일에 한나라당 당원 20여명에게 경선 및 선거에서 지지 등을 호소하며 운전기사 조모씨와 함께 식비 35만7천원을 제공한 혐의 등으로 기소돼 1심에서 당선무효형인 벌금 150만원을 선고받은 이완구 충청남도지사에게 원심을 깨고 벌금 70만원을 선고했다.[7]
- 서울고등법원 민사30부 재판장으로 재직하던 2012년 7월 25일에 서울 구로동 일대 농민과 그 유족 265명이 “부당하게 빼앗아간 땅을 돌려달라”며 국가를 상대로 낸 소유권 이전등기 청구소송 재재심에서 원고 일부 승소 판결했다.[8]

## 같이 보기
- 목영준
- 김기영